# Ndidikama Okoh
Pour les articles homonymes, voir Okoh.
Ndidkama Okoh, née le 3 décembre 2002, est une athlète handisport britannique spécialiste du sprint concourant en T63 pour les athlètes amputés fémoraux. Elle décroche une médaille de bronze aux Jeux de 2024.

## Carrière
Ndidikama Okoh est née avec un lymphœdème, qui se caractérise chez elle par une jambe deux fois plus grosse que l'autre. Pour faire connaître sa maladie et éduquer les gens, elle créé un compte TikTok qui possède en août 2024 22 9000 followers. Elle fait des études de droit et de criminologie à l'université de Birmingham.
Lors du dernier jour des Jeux paralympiques d'été de 2024, Okoh remporte la médaille de bronze en 14 s 59 et monte sur la troisième marche du podium avec l'Italienne Monica Contrafatto. En effet, cette dernière tombe sur la ligne moins d'un centième de secondes après elle après avoir été emporté par la chute de sa compatriote Ambra Sabatini. Le staff italien fait appel et Contrafatto reçoit une médaille de bronze en plus de celle d'Okoh.